# Aeroportul Thbeng Meanchey
Aeroportul Thbeng Meanchey (IATA: OMY) este un aeroport din Preah Vihear Province⁠(d), Cambodgia ce deservește zona Phnom Tbeng Meanchey⁠(d).
Situat la o altitudine de 10 m, aeroportul dispune de o singură pistă.